# Challenger de Aguascalientes
El torneo Aguascalientes Open es un torneo profesional de tenis disputado en pistas de tierra batida. Pertenece al ATP Challenger Tour. Se juega desde el año 2011, en Aguascalientes, México.

## Palmarés

### Individuales
| Año  | Campeón              | Finalista    | Resultado     |
| ---- | -------------------- | ------------ | ------------- |
| 2011 | Juan Sebastián Cabal | Robert Farah | 6–4, 7–6(7–3) |

### Dobles
| Año  | Campeones                      | Finalistas                            | Resultado        |
| ---- | ------------------------------ | ------------------------------------- | ---------------- |
| 2011 | Daniel Garza Santiago González | Júlio César Campozano Víctor Estrella | 6–4, 5–7, [11–9] |